# Fritz Hellwig
Fritz Hellwig (Saarbrücken, Alemanya, 3 d'agost de 1912 - 22 de juliol de 2017) va ser un polític alemany que fou Vicepresident de la Comissió Europea entre 1967 i 1970.

## Biografia
Va néixer el 1912 a la ciutat de Saarbrücken, població situada avui en dia a l'estat alemany de Saarland però que en aquells moments formava part de la província del Rin de Prússia. Després de finalitzar els estudis secundaris a la seva ciutat natal estudià filosofia, economia i ciències polítiques, doctorant-se el 1933 a la Universitat Humboldt de Berlín.
Treballador de la Cambra de Comerç i Indústria de Saarbrücken entre 1933 i 1939 i després d'un breu pas com a professor a la Universitat de Saarbrücken, l'any 1939 va esdevenir director d'una empresa productora de ferro a Düsseldorf.

## Activitat política
Membre del Partit de Centre, l'any 1947 passà a militar a la Unió Demòcrata Cristiana d'Alemanya (CDU), immediatament es convertí en membre del comitè politicoeconòmic per la Renània.
L'any 1953 fou escollit membre del Bundestag per la circumscripció de Colònia, càrrec que va desenvolupar fins al novembre de 1959. Membre del Consell d'Europa entre 1953 i 1956, fou així mateix membre del Parlament Europeu entre el febrer de 1959 i el setembre del mateix any.
Membre de la Comunitat Europea del Carbó i de l'Acer (CECA), l'any 1967 quan aquesta es reconvertí en la Comissió Europea fou nomenat Comissari Europeu en la Comissió Rey sent nomenat Vicepresident i Comissari Europeu de Recerca i Tecnologia.